# شبنمی
شبنمی، خلنگ دریایی، فرانکنیا (نام علمی: Frankenia) تنها جنس از خانواده گیاهان گل‌دار شبنمیان است.[3] جنس‌های دیگری نیز در این خانواده شناسایی شده‌اند، مانند آنثوبروم (Anthobryum)، هایپریکوپسیس (Hypericopsis) و نیدرلینیا (Niederleinia)،[4] اما مطالعات تبارزایی مولکولی به‌طور مداوم نشان داده‌اند که همه آنها متعلق به فرانکنیا هستند. فرانکنیا شامل حدود ۷۰ تا ۸۰ گونه درختچه، زیردرختچه و گیاهان علفی است که با محیط‌های شور و خشک در مناطق معتدل و جنب‌مدارگان سازگار شده‌اند.[3] تعداد کمی از گونه‌ها به‌عنوان گیاهان زینتی کشت می‌شوند.